# Gaertnera hispida
Gaertnera hispida är en måreväxtart som beskrevs av Aug.Dc.. Gaertnera hispida ingår i släktet Gaertnera och familjen måreväxter. Inga underarter finns listade i Catalogue of Life.